# Erebia sibyllina
Erebia sibyllina är en fjärilsart som beskrevs av Ruggero Verity 1913. Erebia sibyllina ingår i släktet Erebia och familjen praktfjärilar. Inga underarter finns listade i Catalogue of Life.